# Lunga, Slate Islands
Lunga är en ö i Storbritannien.   Den ligger i kommunen Argyll and Bute och riksdelen Skottland, i den nordvästra delen av landet, 600 km nordväst om huvudstaden London. Arean är 3,0 kvadratkilometer.
Terrängen på Lunga är platt. Öns högsta punkt är 87 meter över havet. Den sträcker sig 3,9 kilometer i nord-sydlig riktning, och 1,9 kilometer i öst-västlig riktning.